# Ernst Rudorff
Répertoire
Ernst Rudorff (né à Berlin le 18 janvier 1840 – mort le 31 décembre 1916 dans la même ville)  est un compositeur allemand, également un pianiste, un pédagogue et un précoce défenseur de la nature.

## Biographie
Rudorff a été de 1852 à 1857 l'élève de Woldemar Bargiel. À partir de 1859, il a étudié au Conservatoire de Leipzig, où il a été l'élève d'Ignaz Moscheles, de Louis Plaidy, et de Julius Rietz. De plus, il recevait en privé l'enseignement de Moritz Hauptmann et de Carl Reinecke. En 1865, il est devenu professeur de piano au Conservatoire de Cologne, où en 1867, il a fondé le Société Bach de Cologne (de). En 1869, il est devenu Professeur à la Königliche Hochschule für Musik à Berlin-Charlottenburg, où il a travaillé jusqu'à sa retraite. De 1880 à 1890, il a dirigé comme successeur de Max Bruch le Conservatoire Stern.
Les compositions de Rudorff appartiennent à la Musique romantique et reflètent l'influence de Robert Schumann. Il appartenait au cercle dénommé des „Berliner Akademiker“, qui comprenait entre autres Friedrich Kiel, Max Bruch et Heinrich von Herzogenberg.
Il a édité l'Euryanthe de Carl Maria von Weber, les concertos de piano et les sonates pour piano de Wolfgang Amadeus Mozart ainsi que les lettres de Weber à Heinrich Lichtenstein.

## Défense de la nature
Ernst Rudorff a passé une grande partie de sa jeunesse, sur le Gut Knabenburg familial à Lauenstein dans la commune de Salzhemmendorf, un village dans le Leinebergland en Basse-Saxe. Plus tard, il y venait régulièrement en été avec sa famille depuis Berlin. Il a acheté les ruines du château de Lauenstein avec la colline autour, sur laquelle un débit de bière devait être construit, ceci pour préserver et maintenir le domaine public.
Rudorff a assisté à l'arrivée des «temps nouveaux» dans le lieu idyllique de son enfance avec les effets des remembrements. Il a sauvé à Lauenstein d'anciens chênes le long d'un chemin, a empêché que l'on aménage dans une prairie des clôtures et y a mis en place des haies le long du ruisseau. Il a réussi de cette manière à préserver la richesse des espèces.
En 1886, il a demandé dans une pétition la protection des particularités de la région et, dans son journal intime, on constate qu'il envisageait la création d'une "Association pour la Protection de la Nature". De nombreux éléments caractéristiques du paysage dans et autour de Lauenstein n'existeraient pas aujourd'hui sans son travail.
En 1897, Rudorff a inventé le mot "Protection de la terre natale" (Heimatschutz) dans un exposé détaillé de ses idées et des exigences qui en découlaient.

## Œuvres

### Écrits
- Ueber das Verhältniss des modernen Lebens zur Natur. Berlin 1880
- Der Schutz der landschaftlichen Natur und der geschichtlichen Denkmäler Deutschlands. Vortrag, gehalten zu Berlin im Allgemeinen Deutschen Verein am 30. März 1892. Berlin 1892
- Heimatschutz. 1897 (Neudruck: Reichl, St. Goar 1994,  (ISBN 3-87667-139-6))
- Aus den Tagen der Romantik. Bildnis einer deutschen Familie. Leipzig 1938 (Neudruck:Campus, Frankfurt a. M. 2008,  (ISBN 978-3-593-38162-6))

- Carl Maria von Weber: Briefe an Hinrich Lichtenstein. Hrsgg. von Ernst Rudorff. Braunschweig 1900

### Compositions

#### Œuvres Orchestrales
- Ouverture pour Märchen vom blonden Ekbert de Ludwig Tieck, op. 8
- Ouverture pour Otto von der Schütz op. 12
- Ballade in drei Sätzen op. 15
- Sérénade no 1 en la majeur op. 20
- Variations op. 24
- Symphonie no 1 en si bémol majeur op. 31
- Symphonie no 2 en sol mineur op. 40
- Romance pour Violon et Orchestre op. 41
- Romantische Ouvertüre op. 45
- Symphonie no 3 en si mineur op. 50
- Sérénade no 2 en sol majeur op. 60

#### Musique de chambre
- Sextuor à cordes en la majeur op. 5 (pour 3 violons, alto et 2 violoncelles, 1865)

#### Musique Vocale
- Der Aufzug der Romanze pour Soli, Chœur et Orchestre op. 18 (d'après Ludwig Tieck)
- Vier Lieder pour Chœur mixte op. 36 (An den Mond; An der Bergeshalde; Es pirscht ein Jäger; Frühlingsnetz)
- Herbstlied op. 43
- Gesang an die Sterne pour six voix et Orchestre (d'après Friedrich Rückert)

De nombreuses autres compositions